# Maronenkolibri
Der Maronenkolibri (Aglaeactis aliciae), auch als Purpurrückenkolibri, Purpurflügelkolibri oder Weißbrust-Andenkolibri bezeichnet, ist eine Kolibriart aus der Gattung der Rückstrahlerkolibris. Er ist endemisch im nördlichen Peru. Der Bestand wird von der IUCN als „gefährdet“ (vulnerable) eingeschätzt.

## Beschreibung
Der Maronenkolibri erreicht eine Größe von 12 bis 13 Zentimetern. Das Gewicht beträgt 7,3 bis 8,3 Gramm. Beim Männchen sind Kopf und Mantel erdbraun. Unterrücken und Bürzel sind schimmernd violett. Die Unterschwanzdecken sind goldgrün. Zügel, Kinn, Kehle, Brustmitte und Brustbüschel sind weiß. Die übrige Unterseite ist dunkelbraun. Der Schwanz ist bronzefarben mit weißen Spitzen. Der kurze gerade Schnabel ist schwarz. Beim Weibchen ist die Violettfärbung am Rücken reduziert oder fehlt völlig. Die immaturen Vögel sehen den Weibchen ähnlich. Sie weisen lohfarbene Tupfer an Kinn, Kehle, an der Bauchmitte und an den Zügeln auf. Die Kehle kann auch vollständig lohfarben sein. Die Kopffedern sind lohfarben gesäumt.

## Vorkommen und Lebensraum

Verbreitungsgebiet (grün) des Maronenkolibris

Der Maronenkolibri ist auf die Täler des Río Marañón und des Río Chusgón am Osthang der Westanden in der Region La Libertad im nördlichen Peru beschränkt. Er bewohnt halboffene Andenhänge in Höhenlagen von 2900 bis 3500 m, die von Erlen und Eukalyptus dominiert sind.

## Lebensweise
Die Nahrung des Maronenkolibris besteht aus Mistelblüten, einschließlich der Art Tristerix longebrachteatum, die auf Erlen parasitiert, und aus kleinen Insekten. Über seine Brutbiologie ist nur wenig bekannt. Jungvögel und immature Vögel wurden im Februar, März und Juni beobachtet.

## Status
Von 1979 bis 2006 gab es regelmäßige Nachweise der Art nur vom oberen Marañón-Tal in der Nähe des Dorfes El Molino, dessen Erlenbestände durch Eukalyptusplantagen ersetzt wurden. In einer von der American Bird Conservancy finanzierten Expedition in der Umgebung des ursprünglichen Fundortes stellten die Ornithologen Fernando Angulo Pratolongo und Frank Lambert fest, dass der Maronenkolibri auch an anderen Orten, einschließlich des Chusgón-Tals vorkommt. Damit erhöhte sich die Fläche des bekannten Verbreitungsgebietes von 1 km² auf 178 bis 333 km². Dennoch ist der gesamte Lebensraum des Maronenkolibris durch Brandrodung zwecks Gewinnung von Weideland und durch die Abholzung der Erlenbestände bedroht. BirdLife International schätzt den Bestand auf 1000 bis 2500 Exemplare.

## Etymologie und Forschungsgeschichte
Osbert Salvin beschrieb den Maronenkolibri unter dem heutigen Namen Aglaeactis aliciae. Das Typusexemplar sammelte Oscar Theodor Baron (1847–1927) bei La Succha in der Provinz Cajamarca. Bereits im Jahr 1848 führte John Gould die Gattung Aglaeactis ein. Der Name setzt sich aus den griechischen Wörtern ἀγλαΐα aglaḯa für „Glanz, Pracht, Schönheit“ und ἀκτίς aktī́s für „Strahl, Sonnenstrahl“ zusammen. Welcher Frau Salvin das Artepitheton aliciae widmete, ist aus seiner Publikation nicht erkenntlich. Allerdings könnte es sein, dass es eine Widmung an Dame Alice Mary Godman (1868–1944), der zweiten Frau von Frederick DuCane Godman ist, da Baron seine gesammelten Bälge aus der Region Godman und Walter Rothschild, 2. Baron Rothschild zukommen ließ.